# Mislav Vrlić
Mislav Vrlić (Rijeka, Croacia; 4 de abril de 1996) es un waterpolista croata que actualmente juega por el club Primorje. Su hermano Josip también es waterpolista y juega para VK Jug CO.